# 劉勃 (常山王)
刘勃（?—?），西汉宗室，封常山王。汉景帝孙，常山宪王刘舜之子。
汉武帝元鼎三年（前114年）刘勃嗣位常山王。刘舜很多宠姬，他的母亲王后无宠。刘舜病死，刘勃与母亲不侍奉灵柩。他又在父丧时私奸博戏，被他的庶兄刘棁告发，所以即位数月就被汉武帝废黜，全家迁徙房陵，常山国除。刘勃被废后一个多月，武帝哀其灭国，复封刘勃的弟弟劉平三万户，为真定王。